# Xming

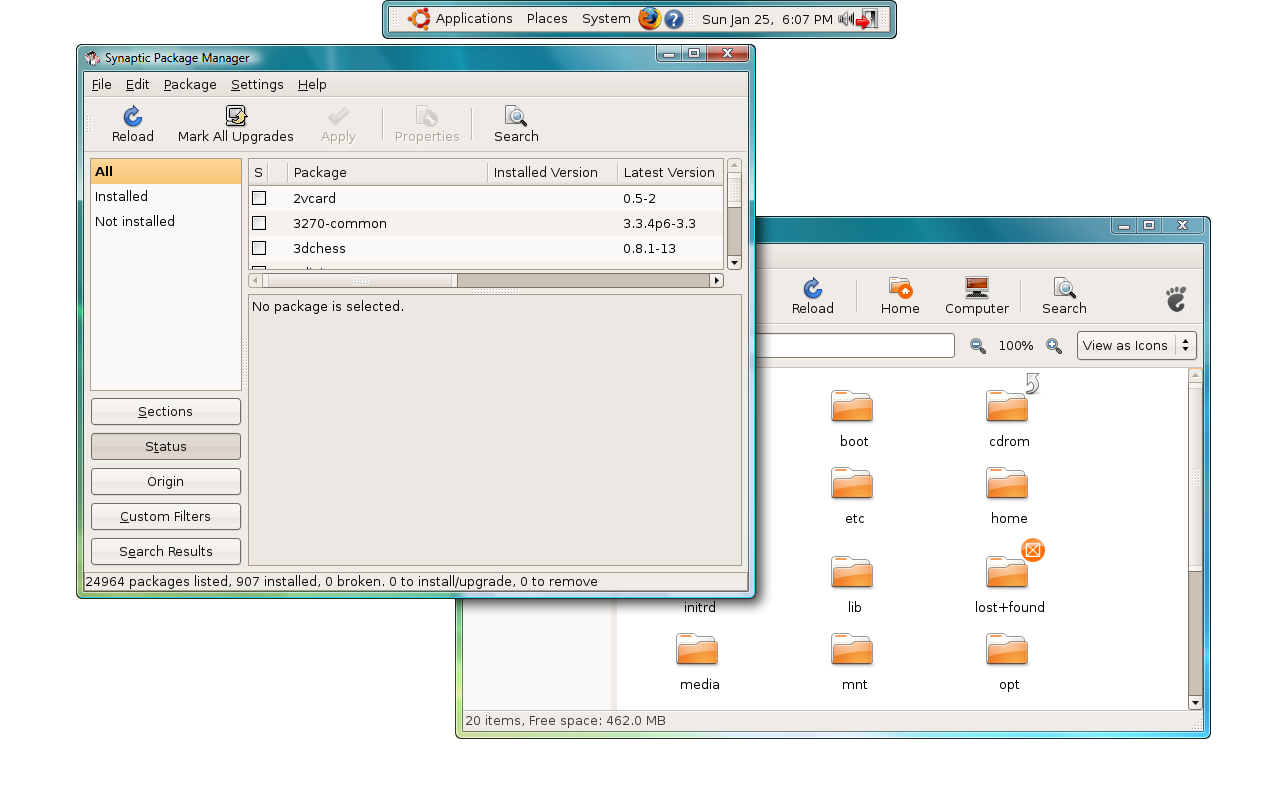
使用 Xming 在 Windows 上渲染 Ubuntu 中的应用程序

Xming 是一個在 Microsoft Windows 作業系統上運行 X Window System 的 自由软件。
Xming 的新版本 停止採用 GPL 授權。但是 SourceForge 的版本維持 GPL 。
Xming 新版本授權主要在 "redistribution" 加上限制。
為此，Blue GNU 網站 與 Xming 作者 有一番討論，最終確認Xming 新版的授權方式並沒有違法。